# Lophocolea leucophylla
Lophocolea leucophylla là một loài rêu tản trong họ Lophocoleaceae. Loài này được (Hook. f. & Taylor) Mitt. miêu tả khoa học lần đầu tiên năm 1854.